# Jacopone da Todi
Jacopo de' Benedetti, kendt som Jacopone da Todi (født i Todi, 1236 – død i Collazzone, 1306) var en af de mest berømte digtere af laudi, religiøse lovsange, i den italienske litteratur. Kritikerne betragter ham som en af de mest betydningsfulde italienske digtere i middelalderen.

## Levned
Han blev født i 1236 (nogle kilder siger 1230) som søn af Iacobello fra adelsfamilien Benedetti. Jacopone studerede sandsynligvis på universitetet i Bologna og påbegyndte at arbejde som notar og sagfører, og førte et sorgløst liv. I 1267 ægtede han Vanna, datter af Bernardino di Guidone, greve af Coldimezzo. Hustruen døde samme år under tragiske omstændigheder, ved at en tribune fald sammen under en fest; efter at der på hustruens legeme blev fundet et bodsbælte, som hun bar for at sone sin mands ugudelige liv, forlod Jacopone den verdslige tilværelse, delte sine ejendele ud til de fattige, hvorefter han i 1278 indtrådte som lægbroder i franciskanerordenen, sandsynligvis i klosteret i Pantanelli tæt på Terni, idet han valgte den mest rigoristiske retning, spiritualerne, eller fraticelli (småbrødrene), som stod imod den dominerende gren, konventualerne, som havde en mere moderat tolkning af ordensregelen. I 1288 flyttede Jacopone til Rom i nærheden af kardinal Bentivenga.
I begyndelsen af pave Celestin 5.s korte pontifikat blev spiritualerne officielt anerkendt som en orden med navnet Pauperes heremitae domini Celestini. Det skete også efter Jacopones fortjeneste, idet han havde sendt paven en hymne. Men den nye pave Bonifatius 8., en nidkær fjende af de mest radikale grene af kirken, var næppe valgt, før han ophævede de tidligere dispositioner, og Pauperes-ordenen blev således opløst.
Jacopone var en af underskriverne på Lunghezza-manifestet fra d. 10. maj 1297, med hvilket Bonifacius VIII's modstandere – med kardinalerne Jacopo og Pietro Colonna i spidsen – krævede pavens afsættelse og indkaldelse af et koncil. Bonifacius VIII's svar lod ikke vente på sig: han ekskommunikerede alle underskriverne med bullen Lapis abscissus og belejrede Palestrina, dissidenternes fæstning. I september 1298 blev Palestrina indtaget, og Jacopone blev afklædt munkekutten, stillet for retten og idømt fængsel og indespærret i konventual-fængslet San Fortunato i Todi. Først ved Bonifacius' død i 1303 blev han fysisk nedbrudt sat i frihed og levede sine sidste år i Collazzone i nærheden Todi.

## Værker
- Laudi af Jacopone da Todi
- Stabat Mater